# Хидалго (титула)
Хидалго (шп. hidalgo, порт. fidalgo) је припадник најнижег племства у Шпанији и Португалу, који је био ослобођен плаћања пореза захваљујући свом сталежу, али није обавезно поседовао земљу. 
Реч је у употреби од VII века и настала је од шпанског „hijo de algo“ (нечији син). У средњем веку изговор се променио од „hijodealgo“ у „hidalgo“.
Да би неко могао да буде проглашен „старим идалгом“ (шп: hidalgo solariego), морао је да докаже да су му и деда и баба и са мајчине и са очеве стране имали титулу идалга. Само ови су били цењени и поштовани од свих. Остали, који су титулу добили за неку заслугу, били су омаловажавани и исмевани. Још једна битна карактеристика хидалга је да је презирао физички рад, јер му је тако његов осећај за част налагао. С обзиром на то и на чињеницу да се у каснијем периоду ова титула додељивала на неконтролисан начин (јер је сваки владар, да би избегао додељивање земље, награђивао заслужне додељивањем титуле), Шпанија XVII века била је пуна хидалга који су ишли поцепани и изгладнели, без пребијене паре, али последње што би им падало на памет је било да се лате неког посла. Ту ситуацију је оштро критиковао Кеведо у свом делу, пикарском роману „Лазариљо де Тормес“.
Кад су Бурбони дошли на шпански престо, било је већ око пола милиона идалга који нису плаћали порез, што је ишло на велику штету држави. Ова титула је доживела велику реформу и до краја XIX века скоро да је потпуно нестала, заједно са друштвеним слојем који је представљала.